# LASK
El Linzer Athletik-Sport-Klub, comúnmente conocido como LASK o LASK Linz, es un equipo de fútbol de la ciudad de Linz, Austria. Juega en la [2.Lig[]], la competición de 2ª   Del sistema de ligas en el país.

## Historia
El origen del LASK está en un club de atletismo fundado en 1908 que se llamaba Athletiksportklub Siegfried, cuando uno de sus miembros, Albert Siems, decide crear dentro del mismo una sección de fútbol. El nuevo equipo se llamaría Linzer Sport-Klub y adoptaría los colores blanquinegros que actualmente mantiene. Años más tarde, en 1919, cambiaría su nombre por el de Linzer Athletik Sport-Klub, que popularmente pasaría a conocerse como Linzer ASK o LASK.
Tras ganar varios campeonatos amateur en los años 20 y 30 y varios campeonatos de Liga de la Alta Austria, el club se pasa al profesionalismo e intenta lograr categorías superiores, algo que consigue en la temporada 1949-50 cuando debuta en la Primera División austriaca.
Su época dorada vendría en los años 60. El Linzer ASK consiguió en 1965 los títulos de Liga y Copa, consiguiendo un doblete histórico y convirtiéndose en el primer equipo que no era vienés en vencer en la Primera División. Durante esos años también había sido finalista de Copa y quedó en buenos puestos en Primera. Pero en la década de los 70 el equipo tiene una crisis de resultados que le llevan a descender a Segunda División, regresando a la Bundesliga poco después.
En 1995 el equipo pasa a llamarse oficialmente LASK Linz, y con la incorporación del futbolista Hugo Sánchez, la ex estrella del Real Madrid CF de España, incorpora al otro equipo histórico de Linz y su máximo rival, el FC Linz (conocido anteriormente como SK VÖEST Linz) manteniéndose las equipaciones, nombre y dirigentes del LASK Linz.
Tras volver a ascender a la Bundesliga en 2007, el equipo quedó en sexta posición la temporada 2007-08 y lucha por mantenerse en la máxima categoría en los próximos años.
El 27 de julio de 2008 celebró su centenario con un partido ante el Real Madrid (2-3).

### Competiciones europeas
El equipo debutó en competiciones europeas en la Recopa de 1963-64, cayendo ante el Dinamo Zagreb. Debutaría en la Copa de Europa en la temporada 1965-66, pero tampoco pasó de la primera ronda.
A partir de ahí el equipo ha disputado varias rondas de la Copa de la UEFA e Intertoto. Su mayor logro a nivel europeo fue llegar a las finales de la Intertoto de 1996, cayendo ante el Rotor Volgograd ruso.

## Uniforme
- Uniforme titular: Camiseta negra y blanca a rayas verticales, pantalón negro y medias blancas.
- Uniforme alternativo: Camiseta roja y negra a rayas verticales, pantalón negro y medias negras.

## Estadio
El Linzer ASK utilizó el Linzer Stadion con capacidad para 21.000 espectadores desde su inauguración en 1952 hasta 2016, cuando se trasladó al Waldstadion de la vecina ciudad de Pasching, el que utilizó hasta la inauguración del moderno Raiffeisen Arena el 24 de febrero de 2023, y que cuenta con capacidad para 19.080 espectadores.

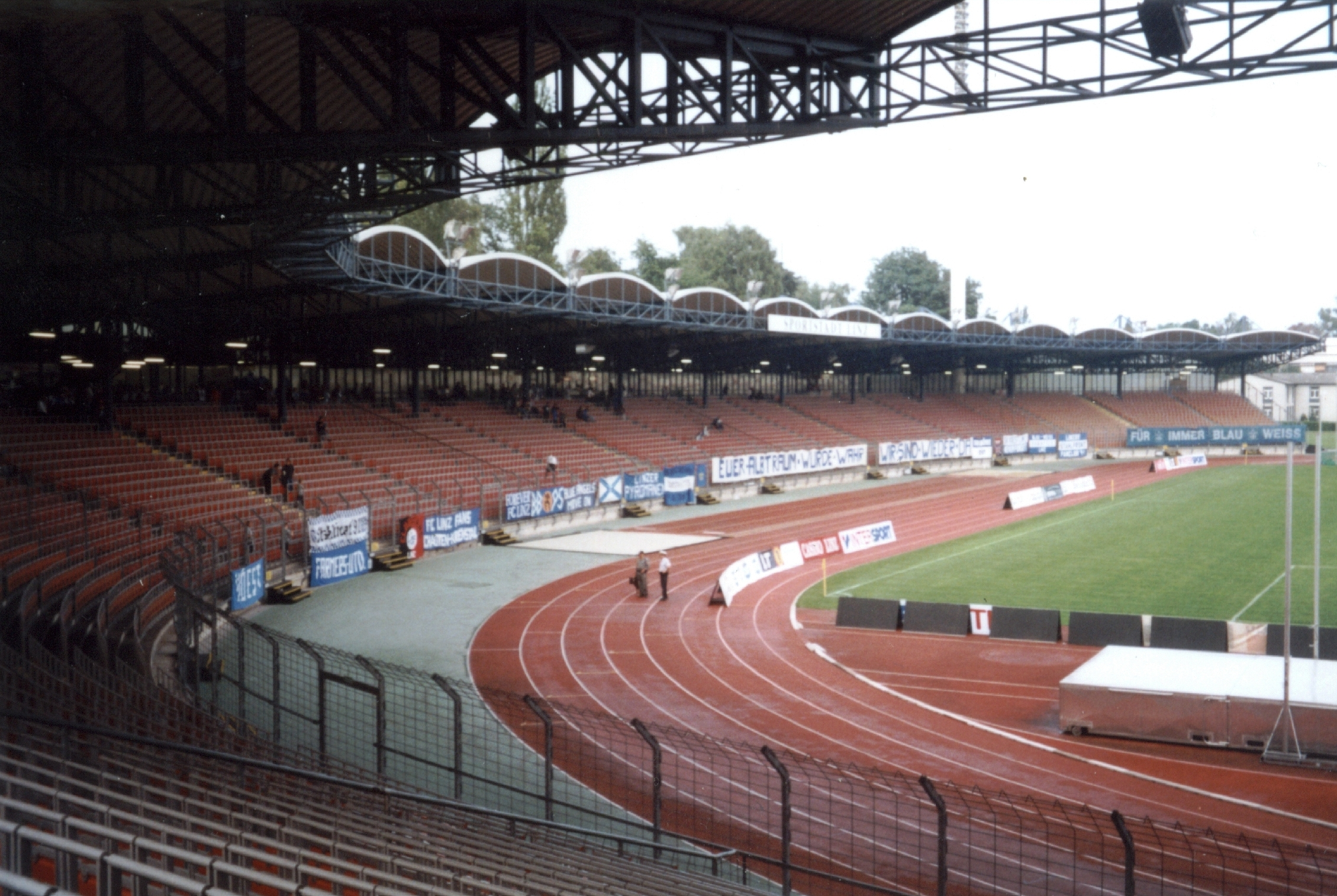
Linzer Stadion
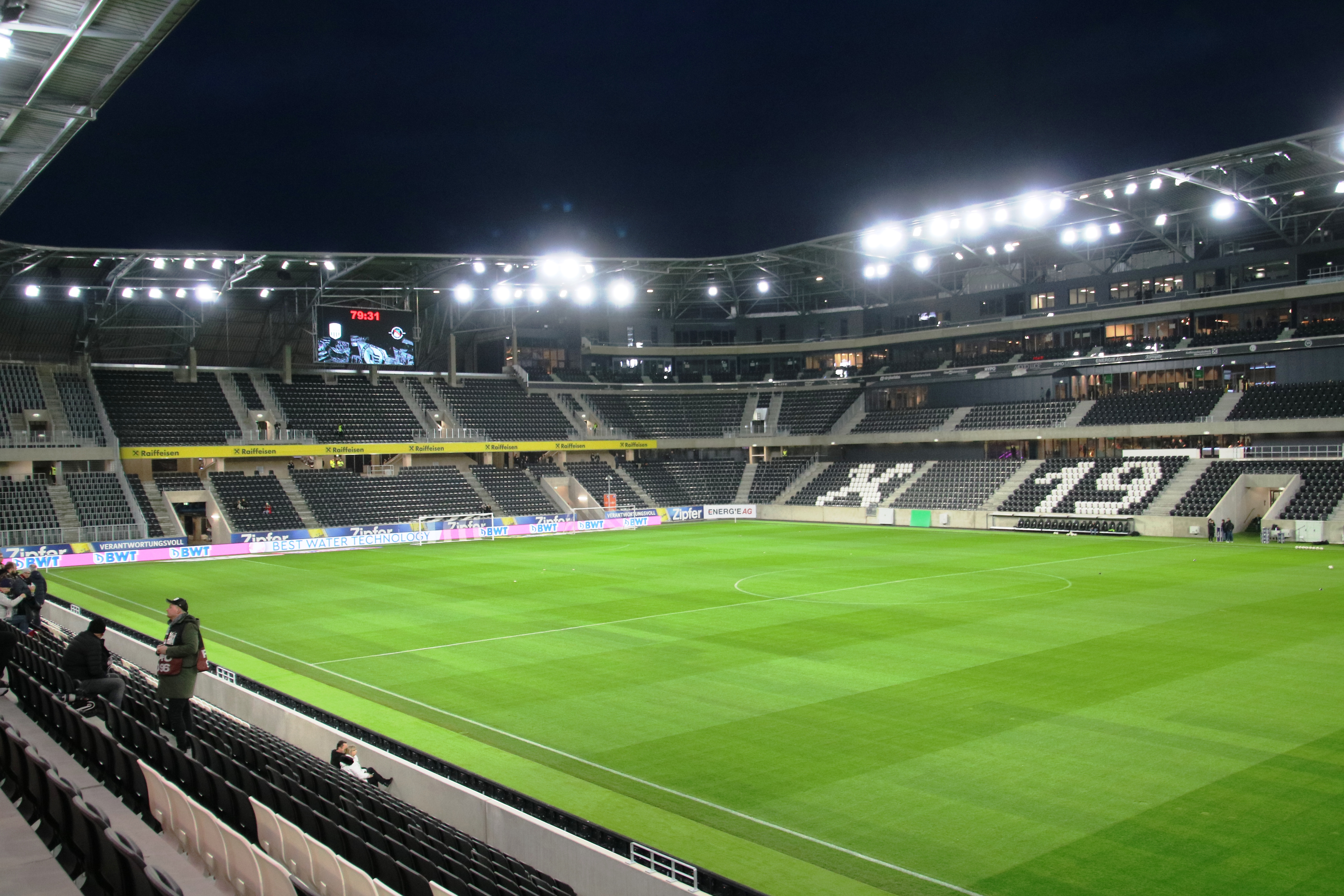
Raiffeisen Arena

## Palmarés
- Bundesliga (Austria) (1): 1965
- Copa de Austria (1): 1965
- Segunda División (6): 1950, 1979, 1994, 2007, 2013, 2017
- Liga de la Alta Austria (13): 1924, 1925, 1926, 1927, 1929, 1930, 1931, 1932, 1936, 1939, 1947, 1948, 1950

## Participación en competiciones de la UEFA
| Temporada | Torneo                   | Ronda              | Club                 | Casa | Visita | Global                   |
| --------- | ------------------------ | ------------------ | -------------------- | ---- | ------ | ------------------------ |
| 1963/64   | UEFA Cup Winners' Cup    | 1                  | GNK Dinamo Zagreb    | 1–0  | 0–1    | 2–2 c (po) 1–1 (a.e.t.)) |
| 1965/6    | Copa Europea             | Preliminar         | Gornik Zabrze        | 1–3  | 1–2    | 2–5                      |
| 1969/70   | Inter-Cities Fairs Cup   | 1                  | Sporting Lisboa      | 2–2  | 0–4    | 2–6                      |
| 1977/78   | UEFA Cup                 | 1                  | Újpest FC            | 3–2  | 0–7    | 3–9                      |
| 1980/81   | UEFA Cup                 | 1                  | Radnicki Nis         | 1–2  | 1–4    | 2–6                      |
| 1984/85   | UEFA Cup                 | 1                  | Östers IF            | 1–0  | 1–0    | 2–0                      |
| 1984/85   | UEFA Cup                 | 2                  | Dundee United        | 1–2  | 1–5    | 2–7                      |
| 1985/86   | UEFA Cup                 | 1                  | Banik Ostrava        | 2–0  | 1–0    | 3–0                      |
| 1985/86   | UEFA Cup                 | 2                  | Inter                | 1–0  | 0–4    | 1–4                      |
| 1986/87   | UEFA Cup                 | 1                  | Widzew Lodz          | 1–1  | 0–1    | 1–2                      |
| 1987/88   | UEFA Cup                 | 1                  | FC Utrecht           | 0–0  | 0–2    | 0–2                      |
| 1995      | UEFA Intertoto Cup       | Grupo 6            | Partick Thistle FC   | 2–2  |        | 2º Lugar                 |
| 1995      | UEFA Intertoto Cup       | Grupo 6            | NK Zagreb            |      | 0–0    | 2º Lugar                 |
| 1995      | UEFA Intertoto Cup       | Grupo 6            | Keflavík             | 2–1  |        | 2º Lugar                 |
| 1995      | UEFA Intertoto Cup       | Grupo 6            | FC Metz              |      | 0–1    | 2º Lugar                 |
| 1996      | UEFA Intertoto Cup       | Grupo 2            | Djurgårdens IF       | 2–0  |        | 1º Lugar                 |
| 1996      | UEFA Intertoto Cup       | Grupo 2            | B68 Toftir           |      | 4–0    | 1º Lugar                 |
| 1996      | UEFA Intertoto Cup       | Grupo 2            | Apollon Limassol     | 2–0  |        | 1º Lugar                 |
| 1996      | UEFA Intertoto Cup       | Grupo 2            | Werder Bremen        |      | 3–1    | 1º Lugar                 |
| 1996      | UEFA Intertoto Cup       | Semifinales        | Rotor Volgograd      | 2–2  | 0–5    | 2–7                      |
| 1999/00   | UEFA Cup                 | 1                  | Steaua Bucuresti     | 1–3  | 0–2    | 1–5                      |
| 2000      | UEFA Intertoto Cup       | 1                  | Hapoel Petah-Tikva   | 3–0  | 1–1    | 4–1                      |
| 2000      | UEFA Intertoto Cup       | 2                  | FC Marila Pribram    | 1–1  | 2–3    | 3–4                      |
| 2018/19   | UEFA Europa League       | 2.ª Clasificatoria | Lillestrøm           | 4–0  | 2–1    | 6–1                      |
| 2018/19   | UEFA Europa League       | 3.ª Clasificatoria | Beşiktaş             | 2–1  | 0–1    | 2–2 (a)                  |
| 2019/20   | UEFA Champions League    | 3.ª Clasificatoria | Basel                | 3–1  | 2–1    | 5–2                      |
| 2019/20   | UEFA Champions League    | Play-Off           | Brujas               | 0–1  | 1–2    | 1–3                      |
| 2019/20   | UEFA Europa League       | Grupo D            | Rosenborg            | 1–0  | 2–1    | 1° lugar                 |
| 2019/20   | UEFA Europa League       | Grupo D            | Sporting de Portugal | 3–0  | 1–2    | 1° lugar                 |
| 2019/20   | UEFA Europa League       | Grupo D            | PSV                  | 4–1  | 0–0    | 1° lugar                 |
| 2019/20   | UEFA Europa League       | Dieciseisavos      | AZ                   | 1–1  | 2–0    | 3–1                      |
| 2019/20   | UEFA Europa League       | Octavos            | Manchester United    | 0–5  | 1–2    | 1–7                      |
| 2020-21   | UEFA Europa League       | 3.ª Clasificatoria | DAC Dunajská Streda  | 7–0  | –      | 7–0                      |
| 2020-21   | UEFA Europa League       | Play-Off           | Sporting de Portugal | –    | 4–1    | 4–1                      |
| 2020-21   | UEFA Europa League       | Grupo J            | Tottenham Hotspur    | 3–3  | 0–3    | 3° lugar                 |
| 2020-21   | UEFA Europa League       | Grupo J            | Ludogorets Razgrad   | 4–3  | 3–1    | 3° lugar                 |
| 2020-21   | UEFA Europa League       | Grupo J            | Antwerp              | 0–2  | 1–0    | 3° lugar                 |
| 2021-22   | Europa Conference League | 3.ª Clasificatoria | Vojvodina            | 6–1  | 1–0    | 7–1                      |
| 2021-22   | Europa Conference League | Play-Off           | St. Johnstone        | 1–1  | 2–0    | 3–1                      |
| 2021-22   | Europa Conference League | Grupo A            | HJK                  | 3–0  | 2–0    | 1° lugar                 |
| 2021-22   | Europa Conference League | Grupo A            | Maccabi Tel Aviv     | 1–1  | 1–0    | 1° lugar                 |
| 2021-22   | Europa Conference League | Grupo A            | Alashkert            | 2–0  | 3–0    | 1° lugar                 |
| 2021-22   | Europa Conference League | Octavos            | Slavia Praga         | 4–3  | 1–4    | 5–7                      |
| 2023-24   | UEFA Europa League       | Play-Off           | Zrinjski Mostar      | 2-1  | 1-1    | 3-2                      |
| 2023-24   | UEFA Europa League       | Grupo E            | Liverpool            | 1-3  | 0-4    | 4º lugar                 |
| 2023-24   | UEFA Europa League       | Grupo E            | Toulouse             | 1-2  | 0-1    | 4º lugar                 |
| 2023-24   | UEFA Europa League       | Grupo E            | Union St. Gilloise   | 3-0  | 1-2    | 4º lugar                 |
| 2024-25   | UEFA Europa League       | Play-Off           | Steaua Bucuresti     | 1-1  | 0-1    | 1-2                      |
| 2024-25   | UEFA Europa League       | Fase Liga          | Djurgårdens IF       | 2-2  |        |                          |
| 2024-25   | UEFA Europa League       | Fase Liga          | Olimpija Ljubljana   |      | 0-2    |                          |
| 2024-25   | UEFA Europa League       | Fase Liga          | Cercle Brujas        |      |        |                          |
| 2024-25   | UEFA Europa League       | Fase Liga          | Borac Banja Luka     |      |        |                          |
| 2024-25   | UEFA Europa League       | Fase Liga          | Fiorentina           |      |        |                          |
| 2024-25   | UEFA Europa League       | Fase Liga          | Vikingur             |      |        |                          |